# Pterolophia minutior
Pterolophia minutior là một loài bọ cánh cứng trong họ Cerambycidae.